# Camilo Cienfuegos
Camilo Cienfuegos Gorriaran (ur. 6 lutego 1932 w Hawanie, zm. 28 października 1959 na Oceanie Atlantyckim) – kubański rewolucjonista.

## Życiorys
Urodził się w ubogiej rodzinie w Hawanie. W okresie dyktatorskich rządów Fulgencio Batisty zasilił szeregi antyrządowej opozycji. W 1955 roku po raz pierwszy spotkał się z Fidelem Castro. Wziął udział w szkoleniu partyzanckim Ruchu 26 Lipca w Meksyku. W listopadzie 1956 roku, wraz z grupą dysydentów wypłynął na jachcie Granma na Kubę. Na miejscu został jednym z koordynatorów rewolucji. W 1957 roku mianowany został głównodowodzącym Armii Powstańczej. 31 grudnia 1958 roku wziął udział w kluczowej dla rewolucji bitwie o Santa Clarę. Walczył w niej u boku Che Guevary. Po zwycięstwie rewolucji służył w armii kubańskiej. Zginął w katastrofie lotniczej 28 października 1959 roku. 
Jego imię w okresie PRL nosiły Zakłady Naprawcze Taboru Kolejowego w Mińsku Mazowieckim